# Rajd Monte Carlo 1972
Rajd Monte Carlo 1972 (41. Rallye Automobile de Monte-Carlo) – rajd samochodowy rozgrywany w Monaco od 21 do 28 stycznia  1972 roku. Była to pierwsza runda Międzynarodowych Mistrzostw Producentów w roku 1972. Rajd został rozegrany na asfalcie i śniegu. 

## Wyniki końcowe rajdu[1]
| Msc. | Kierowca           | Pilot              | Samochód                   | Czas    | Strata |
| ---- | ------------------ | ------------------ | -------------------------- | ------- | ------ |
| 1.   | Sandro Munari      | Mario Mannucci     | Lancia Fulvia 1.6 Coupé HF | 05:57.5 | -      |
| 2.   | Gérard Larrousse   | Claude Perramond   | Porsche 911 S              | 06:08.4 | +10.5  |
| 3.   | Rauno Aaltonen     | Jean Todt          | Datsun 240Z                | 06:12.4 | +14.4  |
| 4.   | Simo Lampinen      | Sölve Andreasson   | Lancia Fulvia 1.6 Coupé HF | 06:20.0 | +22.09 |
| 5.   | Jean-François Piot | Jim Porter         | Ford Escort RS1600         | 06:26.2 | +28.28 |
| 6.   | Sergio Barbasio    | Piero Sodano       | Lancia Fulvia 1.6 Coupé HF | 06:34.2 | +36.22 |
| 7.   | Bob Neyret         | Jacques Terramorsi | Alpine-Renault A110 1600   | 06:34.5 | +36.58 |
| 8.   | Raffaele Pinto     | Helmut Eisendle    | Fiat 124 Sport Spider      | 06:42.2 | +44.22 |
| 9.   | Jean Ragnotti      | Pierre Thimonier   | Opel Ascona 1.9            | 06:44.1 | +46.15 |
| 10.  | Pat Moss-Carlsson  | Elizabeth Crellin  | Alpine-Renault A110 1600   | 06:53.1 | +55.13 |